# Mai Brat jezik
Mai brat (ayamaru, ajamaru, brat, maibrat, mey brat, atinjo, majbrat, maite; ISO 639-3: ayz), jezik papuanskog plemena Ayamaru naseljenog u nekih 40 sela oko jezera Ayamaru na poluotoku Vogelkop (Bird's Head) na Novoj Gvineji, Indonezija. Jezikom se služi oko 20 000 ljudi (1987 SIL) koji govore nekim od 5 dijalekata maisawiet, maiyah, maimaka, maite i maisefa.
Pripada porodici maybrat, nastaloj odvajanjem od nekadašnje jezične skupine sjevernih-centralnih Bird's Head jezika, koja je pripadala zapadnopapuanskoj porodici

## Vanjske poveznice
- Ethnologue (14th)
- Ethnologue (15th)